# Mikkelin Jukurit
El Jukurit es un equipo de hockey sobre hielo de Finlandia de la ciudad de Mikkeli (Finlandia Oriental). Fue fundado en 1970 y juega en la Liiga, máxima categoría profesional finesa.

## Historia
Desde la creación de Mestis en el año 2000, este equipo suele ocupar las primeras plazas, habiendo conseguido cuatro campeonatos (2001, 2002, 2003 y 2006), tres segundos puestos (2004, 2007 y 2011) y un tercer puesto (2008).